# Adetomyrma cilium
Adetomyrma cilium (del latín cilium "pestaña", en referencia a los pelos junto a sus ojos) es una especie de hormigas endémicas de Madagascar.
La especie fue descrita por Yoshimura y Fisher en 2012. Se conocen solo los machos. Las hormigas de esta especie son ciegas.